# (3591) Владимирский
(3591) Владимирский (лат. Vladimirskij) — типичный астероид главного пояса, открыт 31 августа 1978 года советским астрономом Николаем Черных в Крымской астрофизической обсерватории и 12 сентября 1992 года назван в честь советского астронома Бориса Владимирского.

## Обнаружение и именование
(3591) Владимирский
Открыт 31 августа 1978 года в Научном Н. С. Черных.
Назван в честь астронома Крымской астрофизической обсерватории с 1958 года Бориса Михайловича Владимирского, хорошо известного своими исследованиями в различных областях астрономии, особенно астрофизики высоких энергий и солнечно-земных отношений.
Оригинальный текст (англ.)3591 Vladimirskij
Discovered 1978-08-31 by Chernykh, N. at Nauchnyj.
Named in honor of Boris Mikhajlovich Vladimirskij, astronomer at the Crimean Astrophysical Observatory since 1958, well known for his researches in various fields of astronomy, especially high-energy astrophysics and solar-terrestrial relations.
Источники: DISCOVERY.DB; M.P.C. 20836.

## Орбита

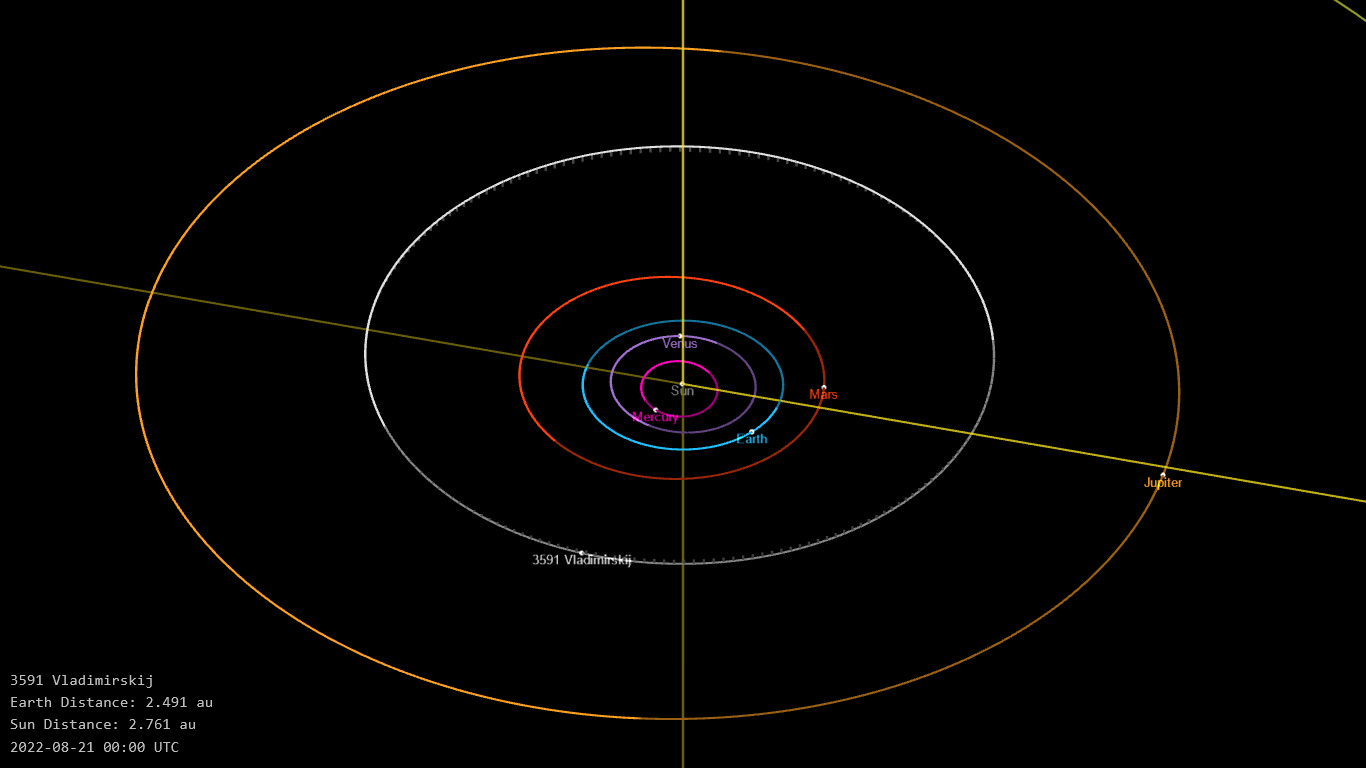
Орбита астероида Владимирский и его положение в Солнечной системе

## Физические характеристики
Из наблюдений системы Asteroid Terrestrial-impact Last Alert System следует, что астероид относится к таксономическому классу C.
По результатам наблюдений в инфракрасном диапазоне орбитальной обсерватории IRAS и спутника Akari и наблюдений в видимом и ближнем инфракрасном диапазоне космического телескопа NEOWISE диаметр астероида сначала оценивался равным 19,75±1,7 км, позже — 16,419±0,245 км и 14,90±1,08 км. Согласно тем же источникам альбедо оценивается как 0,1138±0,022, 0,0947±0,0248, 0,201±0,030 и 0,095±0,025.